# Dawid Czupryński
Dawid Rafał Czupryński (ur. 24 października 1988 w Kielcach) – polski aktor teatralny, telewizyjny i filmowy.
Laureat nagrody zespołowej „wARTo 2014” przyznanej przez wrocławską „Gazetę Wyborczą”.

## Życiorys

### Wczesne lata
Urodził się i wychował w Kielcach, gdzie uczęszczał na zajęcia teatralne do Wojewódzkiego Domu Kultury im. Józefa Piłsudskiego i ukończył Liceum Ekonomiczne im. Mikołaja Kopernika. Potem wraz z rodzicami przeprowadził się do Nowin. Pierwsze kroki przed kamerą stawiał na weselach krewnych.
Uczęszczał do Policealnego Studio Aktorskiego Lart studiO w Krakowie. W 2014 ukończył wrocławską filię Wydziału Aktorskiego Akademii Sztuk Teatralnych im. Stanisława Wyspiańskiego w Krakowie. Tam pojawiły się pierwsze etiudy filmowe i inne produkcje krakowskie.

### Kariera
W 2012, na drugim roku studiów zagrał postać Ryśka w spektaklu Tadeusza Słobodzianka Nasza klasa w reżyserii Łukasza Kosa. W 2013, podczas studiów pracował z Moniką Strzępką przy przedstawieniu Caryl Churchill Love & Information w tłumaczeniu Pawła Demirskiego. W 2014 wraz ze studentami roku dyplomowego 2013 PWST został uhonorowany Nagrodą Kulturalną „wARTo” w kategorii teatr, przyznawaną przez wrocławską „Gazetę Wyborczą”.
W 2014 zadebiutował na profesjonalnej scenie Teatru Montownia w Warszawie jako Gruby w sztuce Sławomira Mrożka Na pełnym morzu w reż. Mateusza Trembaczowskiego. W 2015 wystąpił jako Adi w komedii Michała Molki Raj - Goodbye - boska komedia w jednym akcie w reż. Radosława Dunaszewskiego w Teatrze Otwartym w Konstancinie-Jeziornie.
Po raz pierwszy trafił na kinowy ekran w ekranizacji lektury szkolnej Kamienie na szaniec (2014) w reż. Roberta Glińskiego. W roku 2014 przyjął rolę studenta Bruna Krawczyka w telenoweli Na Wspólnej. Rok potem zagrał w filmie Filipa Bajona Panie Dulskie (2015) z Krystyną Jandą, Katarzyną Figurą i Mają Ostaszewską w rolach głównych. Cztery lata później dołączył do obsady serialu Polsatu W rytmie serca, gdzie gra Marcina Nowackiego, męża Weroniki.
Grał także w spektaklach: My, dzieci z dworca Zoo Teatru Kamienica w roli Axela, Alibi od zaraz Teatru Capitol, Apartament Prezydencki Teatru Komedia i Jaskiniowcy Teatru Rębacza (2018) jako Tarzan.
W dokumentalnym filmie fabularyzowanym Mariusza Bonaszewskiego z cyklu Wizjonerzy Naftowej Ziemi Obiecanej - pt. Wieleżyński - alchemik ze Lwowa (2021) wcielił się w tytułową postać Mariana Wieleżyńskiego, wybitnego inżyniera chemika, wynalazcy i pioniera przemysłu gazowniczego w Polsce.

## Życie prywatne
14 sierpnia 2020 w kościele NMP Matki Miłosierdzia na warszawskiej Stegnach ożenił się z montażystką Patrycją, a świadkiem na ślubie był aktor Marcel Sabat.
W 2015 odbył podróż autostopem do Pekinu z kolegą z serialu Na Wspólnej, Michałem Malinowskim.

## Filmografia

### Filmy
| Rok  | Tytuł                             | Rola                    | Reżyser             |
| ---- | --------------------------------- | ----------------------- | ------------------- |
| 2014 | Kamienie na szaniec               | Tadeusz Chojko „Bolec”  | Robert Gliński      |
| 2014 | Entropia (film krótkometrażowy)   | dowódca                 | Wojciech Klimala    |
| 2015 | Panie Dulskie                     | bikiniarz               | Filip Bajon         |
| 2015 | Słowik (film krótkometrażowy)     | Dawid                   | Ernest Wencel       |
| 2015 | Szukam Cię (film krótkometrażowy) | Tomek                   | Dariusz Rytel       |
| 2016 | Bodo                              | Henryk, partner Hanusza | Michał Kwieciński   |
| 2017 | Zwykłe losy Zofii                 | chłopak w parku         | Dominika Gnatek     |
| 2018 | Underdog                          | koleś                   | Maciej Kawulski     |
| 2021 | Wieleżyński - alchemik ze Lwowa   | Marian Wieleżyński      | Mariusz Bonaszewski |
| 2021 | Pitbull                           | Rafał                   | Patryk Vega         |
| 2021 | Miłość, seks & pandemia           | Johny                   | Patryk Vega         |

### Seriale TV
| Rok       | Tytuł                                          | Rola | Uwagi                             |
| --------- | ---------------------------------------------- | --- | --------------------------------- |
| 2009      | Generał (serial dokumentalny - fabularyzowany) | |                                   |
| 2011      | Pogodni                                        | stajenny | odc. 29                           |
| 2012      | Galeria                                        | dziennikarz | odc. 142                          |
| 2012      | M jak miłość                                   | klient „Oazy” | odc. 892                          |
| 2013      | Pierwsza miłość                                | komunikator internetowy |                                   |
| 2013      | Generał                                        | | Mistyfikacja                      |
| 2013      | Czas honoru                                    | szeregowy | odc. 70 Paczka z Berlina          |
| od 2014   | Na Wspólnej                                    | student Bruno Krawczyk |                                   |
| 2015      | Ojciec Mateusz                                 | naczelnik Wydziału Sportu                                                                                                   | odc. 180 Życiowy rekord           |
| 2015      | Komisarz Alex                                  | Bartek Nowak | odc. 87 Twest                     |
| 2015      | Aż po sufit!                                   | chłopak na imprezie u Mila                                                                                                  | odc. 1 Nie ma jak w domu          |
| 2016      | Komisja morderstw                              | milicjant | odc. 10 Samobójstwo synchroniczne |
| 2016      | Bodo                                           | Henryk, partner Hanusza | odc. 9, 10                        |
| 2017      | Ojciec Mateusz                                 | Marek Kramarz | odc. 232 15:10 do Skarżyska       |
| 2017      | Lekarze na start                               | drużba Grzegorza Terleckiego, przyszłego pana młodego, pacjenta Szpitalnego Oddziału Ratunkowego                            | odc. 49                           |
| 2018      | Oko za oko                                     | Rafał Michałowski, pracownik Działu Public Relations w firmie „Prompol SA”, dawny kolega ze studiów Konstantego Litwickiego | odc. 13, 14                       |
| 2018      | Na dobre i na złe                              | Mateusz | odc. 716 Kto jest kim?            |
| 2019      | Zasada przyjemności                            | Marek Mielnik | odc. 1, 2, 3, 4, 5, 6, 7, 8,9     |
| 2019      | Komisarz Alex                                  | Robi Staniszewski | odc. 153 Bardzo długi dzień       |
| 2023-2024 | Korona królów Jagiellonowie                    | Mszczuj ze Skrzynna, rycerz Władysława Jagiełły                                                                             |                                   |
| 2024-2025 | Królowie                                       | Mszczuj ze Skrzynna |                                   |

## Role teatralne
| data premiery | tytuł                                           | autor                | reżyser              | rola           | teatr                                    |
| ------------- | ----------------------------------------------- | -------------------- | -------------------- | -------------- | ---------------------------------------- |
| 2012-11-09    | Nasza klasa                                     | Tadeusz Słobodzianek | Łukasz Kos           | Rysiek         | PWST Kraków - Filia we Wrocławiu Wrocław |
| 2013-03-23    | Love & Information                              | Caryl Churchill      | Monika Strzępka      |                | PWST Kraków - Filia we Wrocławiu Wrocław |
| 2015-02-14    | Raj - Goodbye - boska komedia w jednym akcie    | Michał Molka         | Radosław Dunaszewski | Adi            | Teatr Montownia                          |
| 2016          | My, dzieci z dworca Zoo                         | Christiane F.        | Giovanni Castellanos | Axel           | Teatr Kamienica                          |
| 2017-10-02    | Alibi od zaraz (Joyeuses Pâques)                | Jean Poiret          | Marcin Sławiński     | Frédéric Rubin | Teatr Capitol w Warszawie                |
| 2018          | Jaskiniowcy                                     | Marek Rębacz         | Marek Rębacz         | Tarzan         | Teatr Rębacza                            |
| 2018-12-29    | Apartament prezydencki (Clark Gable Slept Here) | Michael McKeever     | Tomasz Dutkiewicz    | Travis         | Teatr Komedia w Warszawie                |

## Polski dubbing

### Filmy
- 2014: Witaminator: Podniebny as
- 2017: Sahara – Scynk
- 2017: Spider-Man: Homecoming – Punk

### Seriale
- 2011: Ninjago: Mistrzowie spinjitzu –
  - Turner,
  - Ash
- 2012: Kibaoh Klashers – Paul
- 2013: Akademia tańca – juror (odc. 27-30)
- 2013: Rick i Morty –
  - Dostawca pizzy (wersja Netflixa; odc. 21),
  - Pat Gueterman (wersja Netflixa; odc. 21)

### Gry
- 2014: Battlefield 4
- 2014: Hearthstone –
  - Jeździec z Szado-Pan (Wielki turniej),
  - Tajemniczy pretendent (Wielki turniej),
  - Ulubieniec tłumu (Wielki turniej)

### Programy
- 2013: Japanizi Gonić Gonić Gong (Japanizi: Going, Going, Gong!) – zawodnicy i publiczność